# نهر أبرا
نهر أبرا، المعروف أيضًا باسم نهر لاغبن، هو سابع أكبر نظام نهري في الفلبين من حيث حجم مستجمعات المياه . تبلغ مساحة الصرف التقديرية لها 5,125 كيلومتر مربع (1,979 ميل2) وطول 206 كيلومتر (128 ميل) من مصدره بالقرب من Mount Data في مقاطعة بينجويت . 

## جغرافية
ينشأ العبرة في القسم الجنوبي من Mount Data. ينزل غربًا إلى سرفانتس وإيلوكوس سور ويتدفق إلى أبرا . في نقطة بالقرب من بلدية دولوريس ، ينضم إليها نهر تينيج ، الذي ينبع من مرتفعات أبرا. 